# Valina
La valina è un amminoacido utilizzato dagli esseri viventi per la sintesi delle proteine. Viene indicato comunemente con le sigle V o Val ed è codificato sull'RNA messaggero dai codoni GUU, GUC, GUA e GUG.

## Storia
La valina fu isolata per la prima volta dalla caseina nel 1901 da Hermann Emil Fischer. Il nome valina deriva dall'acido valerico, che a sua volta prende il nome dalla pianta valeriana per la presenza dell'acido nelle radici della pianta.

## Struttura
La valina, come tutti gli amminoacidi, è composta da un gruppo amminico ({\displaystyle {\ce {-NH2}}}) e da uno carbossilico ({\displaystyle {\ce {-COOH}}}). La catena laterale è alifatica e ramificata ({\displaystyle {\ce {-CH-(CH3)2}}} sostituente chiamato isopropile), il che rende la molecola apolare. Siccome la molecola presenta un gruppo a carattere basico (quello amminico) ed uno a carattere acido (quello carbossilico), viene definita anfotera in quanto può mostrare entrambi i comportamenti a seconda del pH.
Il punto isoelettrico della valina, ossia il valore di pH in cui l'amminoacido si dissocia nella sua parte acida ({\displaystyle {\ce {-COO-}}}) e si protona nella sua parte basica ({\displaystyle {\ce {-NH3+}}}), è 6,00. Questo valore lo si ottiene dalla media tra la costante di dissociazione acida e quella basica. L'amminoacido così dissociato viene definito zwitterione, il quale presenta cariche negative e positive in uguali quantità e dunque, carica globale neutra. Questa proprietà impedisce ad uno zwitterione di subire una migrazione elettroforetica.
Siccome al carbonio 2, chiamato anche carbonio α, sono legati 4 sostituenti differenti ({\displaystyle {\ce {-H}}}, isopropile, {\displaystyle {\ce {-NH2}}} e {\displaystyle {\ce {-COOH}}}), viene identificato in quest'ultimo uno stereocentro. A seconda di come sono orientati tridimensionalmente questi sostituenti, possono identificarsi 2 enantiomeri: l'acido 2(S)-ammino-3-metilbutanoico e l'acido 2(R)-ammino-3-metilbutanoico. Queste due molecole hanno attività ottica e quindi si possono distinguere l'L-valina come la D-valina.

Con il nome "valina" si intendono in genere le miscele racemiche.

Struttura dell'L-valina
Struttura della D-valina

## L-valina
L'enantiomero L della valina è quello utilizzato dagli esseri viventi terrestri come mattoncino per costruire le proteine. Non è sintetizzato nel nostro organismo, per cui rientra in quella categoria di amminoacidi definiti essenziali, che sono da introdurre con la dieta.

### Biosintesi
La valina, come altri aminoacidi a catena ramificata, è sintetizzata dalle piante, ma non dagli animali. È sintetizzato nelle piante e nei procarioti attraverso diversi passaggi a partire dall'acido piruvico. La parte iniziale del percorso porta anche alla sintesi della leucina. L'intermedio α-chetoisovalerato subisce un'amminazione riduttiva con glutammato.

### Metabolismo
Come altri aminoacidi a catena ramificata, il catabolismo della valina inizia con la rimozione del gruppo amminico per transaminazione, dando α-chetoisovalerato, che viene convertito in isobutirril-CoA attraverso la decarbossilazione ossidativa da parte del complesso enzimatico α-chetoacido deidrogenasi. Questo viene ulteriormente ossidato in succinil-CoA, che può entrare nel ciclo dell'acido citrico.

### Malattie metaboliche
La scomposizione della valina è disturbata nelle seguenti malattie metaboliche:
- Acidemia metilmalonica
- Acidemia propionica
- Aciduria combinata malonica e metilmalonica (CMAMMA)

- Malattia delle urine a sciroppo d'acero

### Utilizzi
La L-valina è l'amminoacido necessario per la sintesi proteica, ma è utilizzabile dall'organismo umano anche per la produzione di energia da alimenti molto proteici o in caso di mobilizzazione di riserve proteiche endogene. La valina serve per esempio, come gli altri due aminoacidi con catena di idrocarburi ramificata: leucina e isoleucina, al nutrimento del muscolo. Questo è importante durante sforzi prolungati o in fasi di fame, quando il corpo deve attingere alle proprie riserve interne. La distruzione della valina dà luogo a propionil-CoA che, dopo la conversione in succinil-CoA, contribuisce al completamento del ciclo di Krebs.

#### Resistenza all'insulina
Come altri aminoacidi a catena ramificata, anche la L-valina è associata all'insulinoresistenza: si osservano livelli più elevati di valina nel sangue di topi, ratti e umani diabetici. I topi nutriti con una dieta di deprivazione di valina per un giorno hanno migliorato la sensibilità all'insulina e l'alimentazione di una dieta di deprivazione di valina per una settimana riduce significativamente i livelli di glucosio nel sangue. Nei topi obesi e insulinoresistenti, una dieta con livelli ridotti di valina e degli altri aminoacidi a catena ramificata determina una riduzione dell'adiposità e una migliore sensibilità all'insulina. Negli esseri umani, una dieta povera di proteine abbassa i livelli ematici di valina e diminuisce i livelli di glucosio nel sangue a digiuno.

#### Cellule staminali ematopoietiche
La valina è essenziale per l'auto-rinnovamento delle cellule staminali ematopoietiche (HSC), come dimostrato da esperimenti sui topi. La restrizione dietetica di valina esaurisce selettivamente le HSC presenti nel midollo osseo del topo. Il successo del trapianto di cellule staminali è stato ottenuto nei topi dopo 3 settimane di dieta a restrizione di valina. La sopravvivenza a lungo termine dei topi trapiantati è stata raggiunta quando la valina è stata restituita alla dieta gradualmente per un periodo di 2 settimane per evitare la sindrome da rialimentazione.

## D-valina
Gli enantiomeri D degli amminoacidi a catena ramificata (D-BCAA dall'inglese D-branched-chain amino acid) come la D-leucina, la D-isoleucina e la D-valina sono noti per essere intermedi di antibiotici peptidici ed esibiscono una varietà di attività biologiche. Tra queste è esclusa la sintesi proteica, dunque la D-valina è classificabile come amminoacido non proteinogenico.

### Sintesi
La D-valina viene sintetizzata tramite l'amminazione enantioselettiva NADPHdipendente. Questa reazione, catalizzata nella sua prima fase dall'enzima D-amminoacido deidrogenasi e nella seconda fase dalla glucosio deidrogenasi, consuma 2 ossiacidi a favore della formazione degli amminoacidi D, consumando come fonte energetica il NADPH.

## Abbondanza negli alimenti
Tra i cereali, la segale ne è molto ricca, con 530 mg per 100 g.
I seguenti esempi del contenuto di valina si riferiscono a 100 g di alimento. Di fianco è riportata la percentuale di proteine totali.
| Alimento                           | Proteine totali | Valina  | Percentuale |
| ---------------------------------- | --------------- | ------- | ----------- |
| Carne di manzo cruda               | 21,26 g         | 1055 mg | 5,0 %       |
| Petto di pollo crudo               | 23,09 g         | 1145 mg | 5,0 %       |
| Salmone crudo                      | 20,42 g         | 1107 mg | 5,4 %       |
| Pollame                            | 12,58 g         | 859 mg  | 6,8 %       |
| Latte vaccino, materia grassa 3,7% | 3,28 g          | 220 mg  | 6,7 %       |
| Noci                               | 15,23 g         | 753 mg  | 4,9 %       |
| Farina integrale di frumento       | 13,70 g         | 618 mg  | 4,5 %       |
| Farina integrale di mais           | 6,93 g          | 351 mg  | 5,1 %       |
| Riso non sbramato                  | 7,94 g          | 466 mg  | 5,9 %       |
| Piselli secchi                     | 24,55 g         | 1159 mg | 4,7 %       |

La stima del fabbisogno giornaliero per un adulto sano oscilla - a seconda del metodo impiegato - tra i 10 e i 29 mg di valina per chilogrammo di peso corporeo.